# 双对数坐标系

函数 （蓝色）, （绿色），和（红色）的图像. 注意，两个坐标轴均使用了对数刻度。

双对数坐标系是数学或其他自然科学中的用语，是二维笛卡尔坐标系的一种特殊形式：其使用的是对数刻度，即其两条坐标轴的刻度间长度并不与刻度成比例，而是与刻度的对数成比例。

由于其两条坐标轴都是非线性刻度，函数{\displaystyle y=ax^{b}}在这种坐标系下将呈现出一条直线，其中{\displaystyle b}是斜率，{\displaystyle a}就是y坐标轴上{\displaystyle x=1}的点。这种图像的用途之一是，如果一些数据符合上面的函数，但是参数{\displaystyle a}，{\displaystyle b}未知，则可以通过将点绘制在这种图像上的方法来得到。